# Vozera Belaje (sjö i Belarus, Brests voblast)
Belaje Vozera (belarusiska: Белае Возера) är en sjö i Belarus.   Den ligger i voblasten Brests voblast, i den västra delen av landet, 230 km sydväst om huvudstaden Minsk. Vozera Belaje ligger 140 meter över havet. Arean är 4,9 kvadratkilometer. Den sträcker sig 3,2 kilometer i nord-sydlig riktning, och 2,3 kilometer i öst-västlig riktning.
Omgivningarna runt Vozera Belaje är en mosaik av jordbruksmark och naturlig växtlighet. Runt Vozera Belaje är det ganska glesbefolkat, med 26 invånare per kvadratkilometer.